# Canthonella parva
Canthonella parva là một loài bọ cánh cứng trong họ Bọ hung (Scarabaeidae).